# Хэмилтон, Бетани
Бе́тани Хэ́милтон (англ. Bethany Hamilton; 8 февраля 1990, Лихуэ, Гавайи, США) — профессиональная американская сёрфингистка. Помимо своей спортивной карьеры, известность получила как жертва нападения акулы, при котором акула откусила ей левую руку. После нападения Бетани не только выжила, но и вернулась в профессиональный сёрфинг. В 2004 году вышла автобиография «Сёрфер души: правдивая история веры, семьи и борьбы за возвращение на доску» (англ. Soul Surfer: A True Story of Faith, Family, and Fighting to Get Back on the Board). В 2011 году на экраны вышел фильм «Сёрфер души», основанный на истории Бетани. В 2014 году Бетани Хэмилтон появилась в роли-камео в фильме «История дельфина 2».

## Биография
Утром 31 октября 2003 года в возрасте 13 лет Бетани каталась на доске у побережья Кауаи со своими друзьями. Около 7:30 утра она лежала на доске, погрузив левую руку в воду, когда её атаковала тигровая акула. Акула откусила ей руку ниже плеча. С помощью друзей она добралась до берега, где Холт Бланшар, отец её подруги Аланы Бланшар, наложил ей жгут, приспособив для этого лямку от доски для сёрфинга. К тому времени, как её доставили в больницу, она потеряла около 60 % крови, но сумела выжить.
Несмотря на травму, Бетани решила вернуться в сёрфинг. Менее чем через месяц после выписки она уже стояла на доске.
После возвращения Бетани смогла стать призёром нескольких крупных соревнований, крупнейшей победой стало второе место на чемпионате мира среди юниоров в 2009 году. В 2004 году ей была присуждена престижная премия ESPY Award.
Сейчас доска со следом укуса акулы находится в калифорнийском музее сёрфинга.

## Личная жизнь
С 18 августа 2013 года Бетани замужем за молодёжным пастором Адамом Дирксом, с которым она встречалась год до их свадьбы. У супругов есть три сына и дочь — сыновья Тобиас Макана Диркс (род. 1 июня 2015), Уэсли Филлип Диркс (род. в марте 2018) , Майка Диркс (род. 14 февраля 2021) и дочь Алайа Дороти Диркс (род. в июне 2023) 